# Parafia Imienia Maryi w Jasiennej
Parafia Imienia Maryi w Jasiennej – rzymskokatolicka parafia znajdująca się w diecezji tarnowskiej w dekanacie bobowskim. 
Terytorium parafii pokrywa się z granicami miejscowości Jasienna. Liczy ona ok. 900 parafian. 
Proboszczem od 2022 jest ks. mgr Paweł Pilas.   

## Historia
Parafię erygował biskup tarnowski Leon Wałęga w 1932. Dotychczas mieszkańcy Jasiennej należeli do Parafii Nawiedzenia Najświętszej Maryi Panny w Lipnicy Wielkiej. Jej duszpasterstwo koncentrowało się początkowo wokół budowanego od 1925 drewnianego kościoła. Kościół ten został rozebrany w 2000 roku, ponieważ już w 1999 rozpoczęto budowę nowego kościoła. Nową świątynię poświęcił w 2001 biskup tarnowski Wiktor Skworc, a konsekrował 10 września 2017 biskup tarnowski Andrzej Jeż.